# Берёзовское водохранилище
Берёзовское водохранилище — водоём-охладитель Берёзовской ГРЭС. Водохранилище сооружено путем зарегулирования стока реки Береш (бассейн Оби) в районе впадения в неё рек Базыр и Кадат. Расположено на юго-западе Красноярского края (Россия) на территории Шарыповского района. Высота над уровнем моря — 279 м.

## География
Площадь водного зеркала — приблизительно 27 км², длина — 8 км, ширина — 5 км. Водохранилище расположено на территории кадастрового квартала — 24:41:0486001. На юго-востоке водоёма расположено несколько маленьких островов.
Кроме реки Береш, также в водохранилище впадают реки Базыр, Кадат, Васютина. Ближайшие населённые пункты: Дубинино и Шарыпово.
Водохранилище было наполнено в период 1981—1987 года, когда и была введена в эксплуатацию 1-я очередь Берёзовской ГРЭС. Служит источником водозабора для охлаждения ГРЭС.
Водохранилище является местом для отдыха и рыбалки.

## Фитопланктон
В 2005 году в водохранилище зарегистрировано 38 видов и форм водорослей, относящихся к 5 отделам. Представителей диатомовых (Bacillariophyta) обнаружено 12 видов, зелёных (Chlorophyta) — 15, золотистых (Chrysophyta) — 2, динофитовых (Pyrrophyta) — 3, цианобактерий (Cyanophyta) — 6.

## Ихтиофауна
Ихтиофауна представлена следующими видами рыб: хариус сибирский (Thymallus arcticus), щука обыкновенная (Esox lucius), плотва сибирская (Rutilus lacustris), елец (Leuciscus leuciscus), речной окунь (Perca fluviatilis), ёрш обыкновенный (Gymnocephalus cernuus). Доминирующее положение занимает окунь речной и плотва обыкновенная.